# Bradley Byrne
Bradley Roberts Byrne (Mobile, 16 febbraio 1955) è un politico statunitense, membro della Camera dei Rappresentanti per lo stato dell'Alabama dal 2014 al 2021.

## Biografia
Nato e cresciuto in Alabama, dopo gli studi in legge Byrne divenne avvocato.
Entrato in politica con il Partito Democratico, nel 1994 venne eletto all'interno dell'Alabama State Board of Education. Nel 1997 lasciò i democratici per aderire al Partito Repubblicano.
Dopo essere stato per cinque anni all'interno della legislatura statale dell'Alabama, nel 2007 divenne cancelliere universitario. Nel 2010 si candidò alla carica di governatore dell'Alabama ma perse di misura le primarie contro Robert J. Bentley, che venne poi eletto governatore.
Nel 2013 Byrne si candidò alla Camera dei Rappresentanti nelle elezioni speciali indette per assegnare il seggio del dimissionario Jo Bonner e riuscì ad essere eletto. Fu poi riconfermato dagli elettori nelle successive elezioni.